# Alan Kardec
Alan Kardec de Souza Pereira Junior, conosciuto come Alan Kardec (Barra Mansa, 12 gennaio 1989), è un calciatore brasiliano, attaccante dell'Athl. Paranaense.

## Caratteristiche tecniche
Nel 2010 è stato inserito nella lista dei migliori calciatori nati dopo il 1989 stilata da Don Balón.

## Carriera

### Club
Ha esordito con il Vasco da Gama il 14 febbraio 2007 a Manaus dove la sua squadra ha battuto il Nacional Fast Clube, squadra dello Stato dell'Amazonas, in un incontro valido per la Coppa del Brasile. Ha segnato il suo primo gol con la maglia del Vasco l'11 aprile 2007 nel match in cui il Vasco e il Botafogo pareggiarono 4-4, in un incontro valido per il campionato Carioca.
Il 21 luglio 2007 ha invece segnato il primo gol nel campionato brasiliano quando il Vasco da Gama ha battuto per 4-0 l'Atlético Mineiro.. Nell'estate 2009 è passato in prestito all'Internacional. L'esordio ufficiale avviene il 28 ottobre nella sfida contro il San Paolo. In totale gioca due partite.
Il 23 dicembre il Benfica annuncia l'ingaggio del giocatore, pagato 2,5 milioni di euro. Negli ottavi di finale di Europa League ha segnato il gol qualificazione in Marsiglia-Benfica 1-2.
Il 10 luglio 2011 viene mandato in prestito al Santos con cui debutta il 28 luglio nella sconfitta interna per 4-5 contro il Flamengo subentrando a Elano al minuto 82. Segna il suo primo gol in campionato il 21 agosto nella vittoria esterna per 1-2 contro il Bahia al minuto 81. Si ripete il 1º settembre nel 3-3 contro l'Internacional al minuto 80.

### Nazionale
Nell'ottobre 2009 ha segnato quattro gol durante il Campionato mondiale di calcio Under-20 2009 disputatosi in Egitto; tra essi quello che ha portato il Brasile in finale, dove poi ha perso ai rigori.

## Palmarès

### Club

#### Competizioni nazionali
- Coppa di Lega portoghese: 1

Benfica: 2009-2010
- Campionato portoghese: 1

Benfica: 2009-2010

#### Competizioni statali
- Campionato paulista: 1

Santos: 2012
- Campionato Mineiro: 1

Atlético Mineiro: 2024